# كلايد إدوارد بانغبورن
كلايد إدوارد بانغبورن (بالإنجليزية: Clyde Edward Pangborn)‏ (حوالي 28 أكتوبر 1895 - 29 مارس 1958)، كان طيارا أميركيا وبارنستورمر الذي قام بأعمال جوية في عقد 1920. في عام 1931 كان بانغبورن أول شخص يطير دون توقف عبر المحيط الهادئ مع مساعد الطيار هيو هرندون الابن.